# La Romance d'Ariel
La Romance d'Ariel est une mélodie pour voix et piano de Claude Debussy composée en 1884 sur un poème de Paul Bourget.

## Présentation
La Romance d'Ariel, à l'incipit « Au long de ces montagnes douces », est composé en février 1884, sur un texte de Paul Bourget paru dans le recueil Les Aveux (Paris, Lemerre, 1882, livre second, Dilettantisme : Souvenirs du Nord, no V, p. 101). La mélodie est dédiée à Mme Vasnier, soprano colorature et première muse du compositeur.
Le manuscrit autographe, daté « février 1884 », est conservé à la BnF (no 12 du « recueil Vasnier », ancienne collection Henry Prunières).
La partition est publiée en 1983 par Salabert dans le recueil Chansons (édité par Arthur Hoérée).
La durée moyenne d'exécution de la pièce est de quatre minutes trente environ.
Dans le catalogue des œuvres du compositeur établi par le musicologue François Lesure, La Romance d'Ariel porte le numéro L 58 (54).

## Discographie
- Debussy : mélodies de jeunesse, Donna Brown et Stéphane Lemelin, ATMA Classique, 2001.
- Debussy Songs vol. 3, Jennifer France (soprano), Malcolm Martineau (piano), Hyperion Records CDA68016, 2014.
- Claude Debussy : intégrale des mélodies, 4 CD, Liliana Faraon et Magali Léger (sopranos), Marie-Ange Todorovitch (mezzo-soprano), Gilles Ragon (ténor), François Le Roux (baryton), Jean-Louis Haguenauer (piano), Ligia Digital, 2014[3],[4] ;
- Claude Debussy : The complete works, CD 20, Natalie Dessay (soprano), Philippe Cassard (piano), Warner Classics, 2018[5].